# Gang Olsena daje dyla
Gang Olsena daje dyla (dun. Olsen-bandens flugt over plankeværket) – duński film komediowy z 1981 roku, należący do popularnej serii filmowej Gang Olsena (dwunasty film), będący kontynuacją filmu Gang Olsena nigdy się nie poddaje z 1979 roku.

## Fabuła

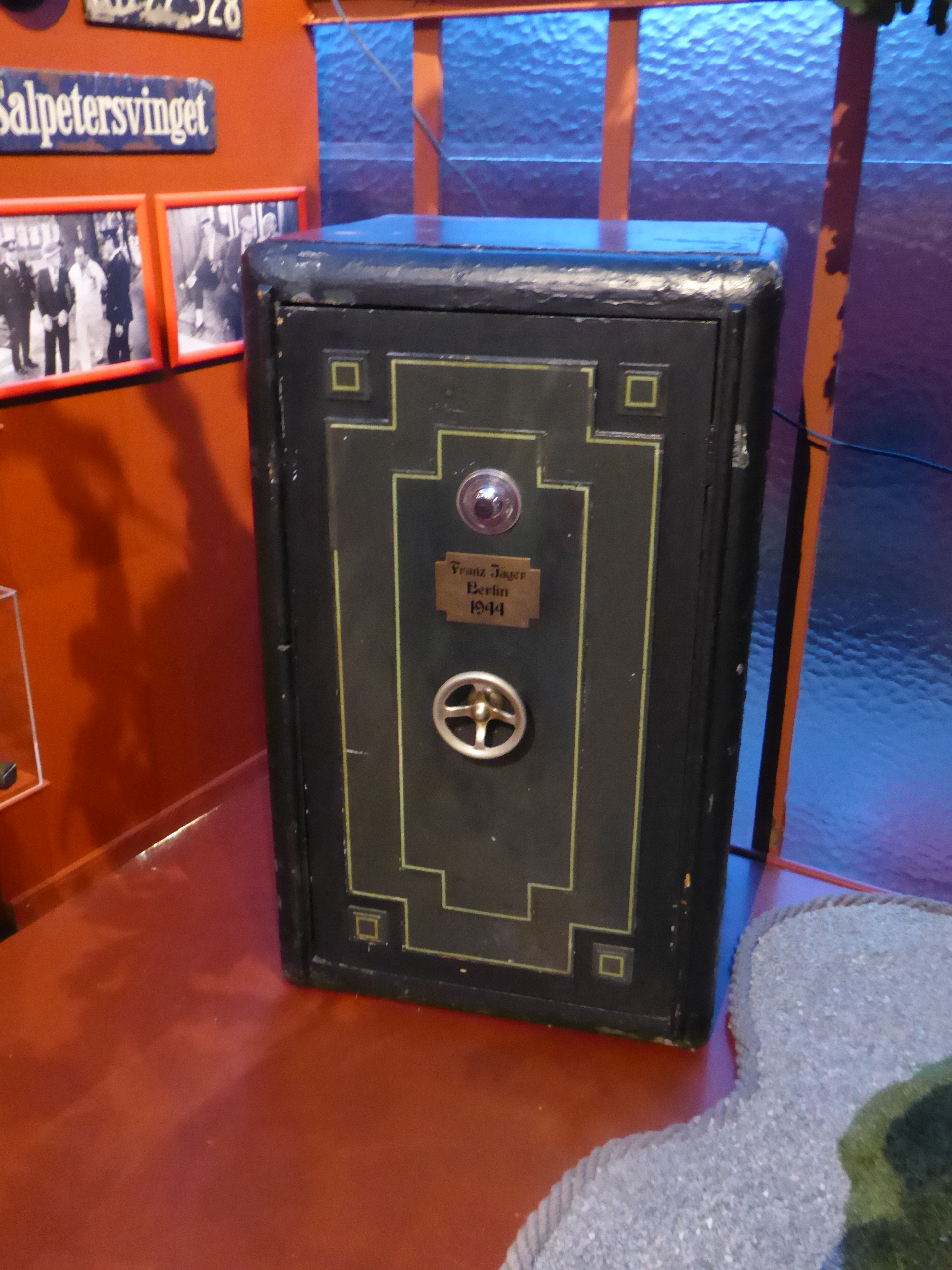
Sejf Franz Jäger

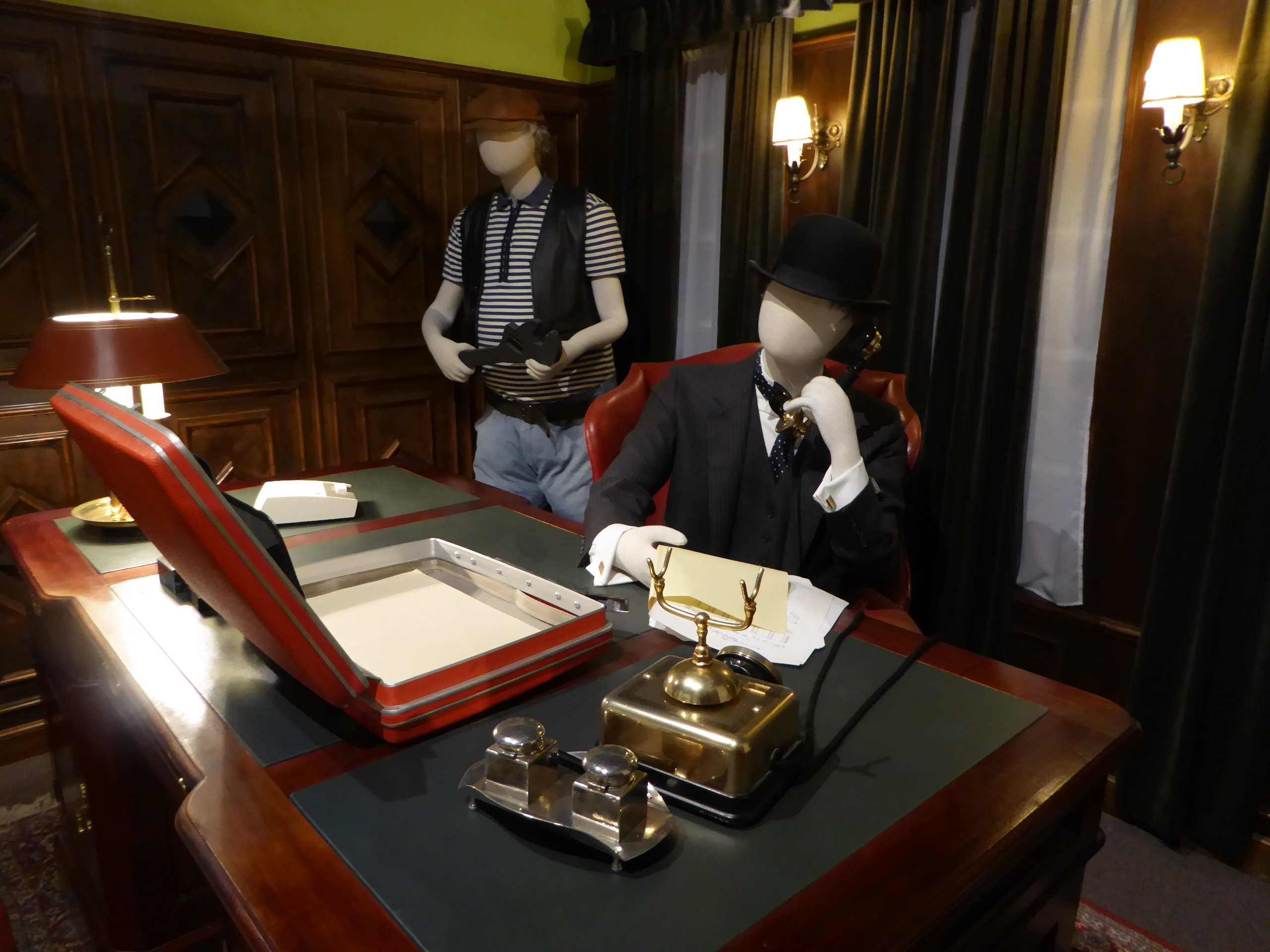
Osiłek Bøffen, prezes Bang Johansen i czerwona walizka, inscenizacja

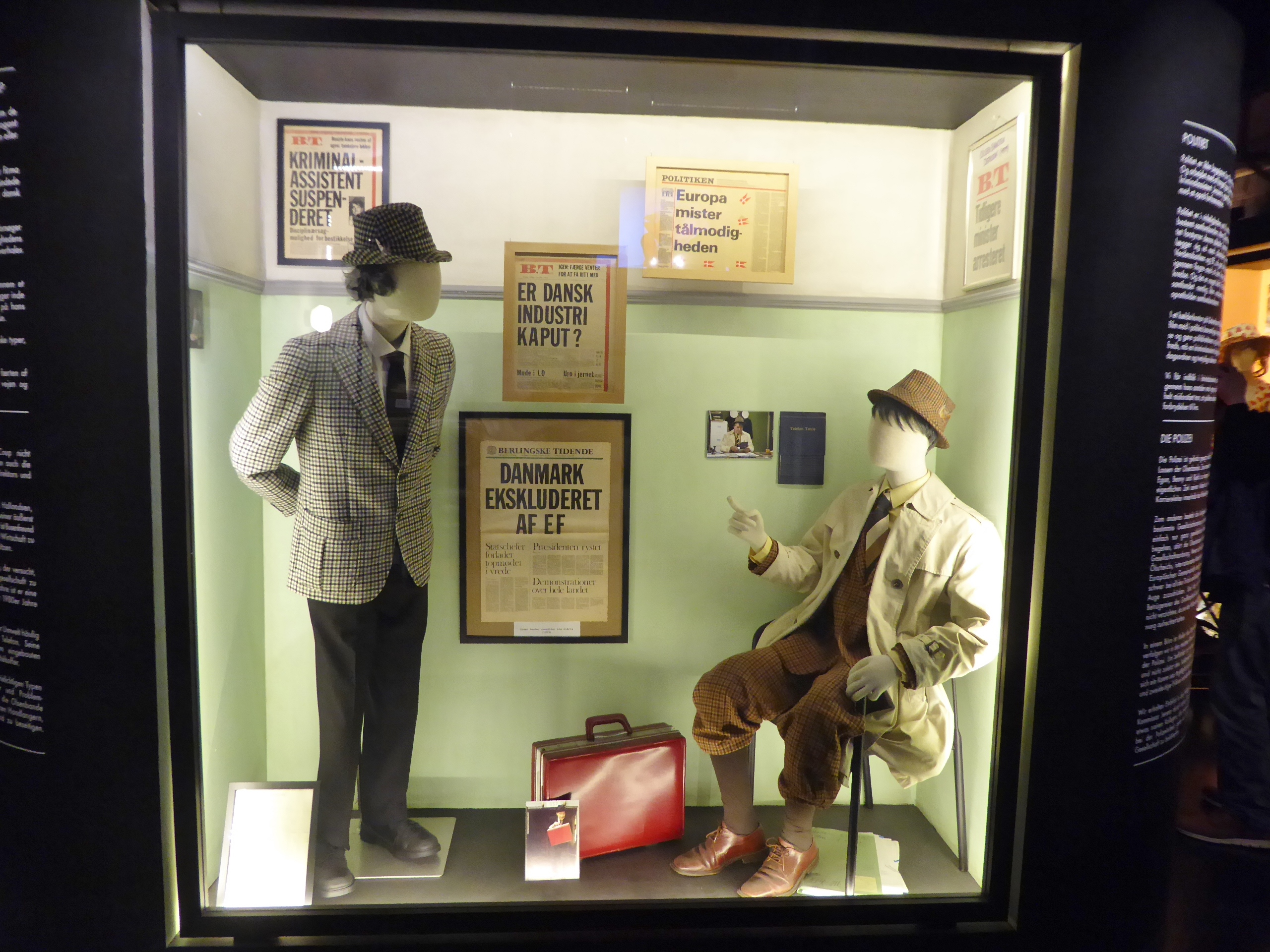
Policjanci Holm i Jensen, inscenizacja

Egon Olsen - szef trzyosobowego kopenhaskiego gangu i nałogowy palacz cygar - po raz kolejny opuszcza ten sam zakład karny. Oświadcza kompanom z gangu, że zamierza odejść na emeryturę, by już nigdy nie wrócić do więzienia. Ma precyzyjnie opracowany plan ostatniego „skoku”, całkiem ostatniego „skoku” na drobnych parę milionów, po którym członkowie gangu wycofają się z „branży”. Egon wspaniałomyślnie deklaruje sfinansowanie srebrnych godów (25. rocznicy ślubu) gadatliwej Yvonne i jej otyłego męża Kjelda, członka gangu. Okazuje się, że Olsen w czasie ostatniej „odsiadki” dzielił celę z byłym wiceprezesem firmy ubezpieczeniowej Daleka Północ (Høje Nord) – największym ubezpieczycielem w Danii, Carlsenem, który przekazał mu cenne informacje. Prezes Bang Johansen czasami prowadzi transakcje na pograniczu prawa i dlatego od dłuższego czasu interesuje się nim policja. Tymczasem wiceprezesowi Hallandsenowi puszczają nerwy i chce się wycofać, wywożąc gotówkę za granicę. Chwilowo pieniądze są ukryte w ostatnim w Danii archaicznym sejfie Franz Jäger, w otwieraniu którego Egon jest mistrzem. Członkowie gangu fortelem, przy użyciu starego sera, przenikają do strzeżonego biurowca firmy, gdzie wykorzystując firmową pocztę pneumatyczną oraz tryskacze przeciwpożarowe wywołują zamieszanie i docierają do sejfu Franz Jäger, z którego Egon wyjmuje czerwoną walizkę. Po akcji gang bez kłopotów wraca do mieszkania Jensenów, stałego miejsca spotkań i narad. Tymczasem prezes Johansen w rozmowie telefonicznej z naczelnikiem więzienia dowiaduje się, że wiceprezes Carlsen „siedział” z Egonem Olsenem. W tej sytuacji prezes postanawia wziąć sprawy w swoje ręce. Egon wychodzi z walizką z mieszkania Jensenów, by w banku wynająć skrytkę do przechowania jej, jednak tuż przed domem ogłusza go osiłek Bøffen i przywozi do biurowca Dalekiej Północy, gdzie zwraca walizkę. Benny i Kjeld śledzą Bøffena, a następnie „odbijają” Egona, używając stary ser do wypłoszenia pilnującego go psa. Egon błyskawicznie opracowuje plan przechwycenia walizki. Hallandsen udaje się taksówką na lotnisko, a poruszający się zdezelowanym samochodem Chevrolet Bel Air gang podąża za nim. Na skrzyżowaniu Benny zagaduje kierowcę taksówki, a Egon tymczasem zabiera z taksówki walizkę. Gdy gang wraca do domu Jensenów, Benny i Kjeld udają się zobaczyć, czy ktoś nie czyha na Egona. Gdy tracą go na chwilę z oczu, osiłek Bøffen uprowadza go z walizką. Wywozi Olsena do wyrobiska, gdzie skrępowanego umieszcza na przenośniku taśmowym kruszącym głazy. W ostatniej chwili Benny i Kjeld ściągają swojego szefa, zachlapując taśmę ketchupem z posiłku operatora taśmociągu. Osiłek uznając, ze Egon został zmielony, ponownie zwraca walizkę wiceprezesowi. Uwolniony Egon błyskawicznie opracowuje nowy, szczegółowy plan uderzenia na lotnisku, przed wylotem wiceprezesa do Paryża, ponieważ tam będzie mniej czujny. Po drodze członkowie gangu kradną płaszcz z restauracji. Na lotnisku niepostrzeżenie zamieniają płaszcz wiceprezesa na wypchany gwoździami. W trakcie przejścia Hallandsena przez bramkę do wykrywania metalu włącza się alarm, a wiceprezes zostaje zabrany na przeszukanie osobiste. W tym momencie Kjeld przechwytuje chwilowo bezpańską walizkę i gang „ulatnia się”. Gdy wkrótce w sklepie członkowie gangu chcą zapłacić za obiecane futro dla Yvonne okazuje się, że zabrali inną walizkę, bez pieniędzy, jednak posiadającą drugie dno, a pod nim ukryte dokumenty. Z nich dowiadują się, że Bang Johansen jest zamieszany w międzynarodowy handel bronią, a w Paryżu ma odbyć się transakcja. Firma Daleka Północ ma kłopoty finansowe. By stanąć na nogi po jednej transakcji, prezes zainwestował 750 milionów w broń, którą chce kupić środkowoafykański odbiorca. Egon udaje się z walizką do siedziby Dalekiej Północy i wykupuje w niej polisę ubezpieczeniową na 5 milionów koron, którą prezentuje osiłkowi Bøffenowi tuż przed dokonaniem przez niego kolejnego ogłuszenia Olsena. W przypadku naruszenia cielesności Egona firma będzie musiała wypłacić 5 milionów, a tyle samo chce on otrzymać za zwrot walizki z dowodami. Niestety, okazuje się, że polisa ma wykluczenia, wobec czego osiłek kolejny raz ogłusza go uderzeniem w głowę, a skrępowanego wywozi do fabryki kwasu, by rozpuścić go w firmowym produkcie. Tam Egon rozpaczliwie próbuje dodzwonić się do Jensenów z prośbą o ratunek, jednak linię telefoniczną cały czas blokuje rozgadana Yvonne. Gdy w końcu dodzwania się, Yvonne nie chce oddać słuchawki Benny'emu ani Kjeldowi. Obaj jednak słysząc o fabryce w rozmowie Yvonne domyślają się, że ich szef ma znowu kłopoty, ruszają mu na pomoc i w ostatnim momencie uwalniają go. Uratowany Egon ma już plan odzyskania walizki, którego realizacja nastąpi w następnym filmie.

## Obsada
- Ove Sprogøe - Egon Olsen
- Morten Grunwald - Benny Frandsen
- Poul Bundgaard - Kjeld Jensen
- Kirsten Walther - Yvonne Jensen, żona Kjelda
- Axel Strøbye - detektyw Jensen
- Ole Ernst - policjant Holm
- Bjørn Watt Boolsen - prezes Bang Johansen
- Holger Juul Hansen - wiceprezes Hallandsen
- Ove Verner Hansen - osiłek Bøffen
- Poul Reichhardt - Havnevgat
- Hanne Løye - panna Hansen